# Schloss Döltsch

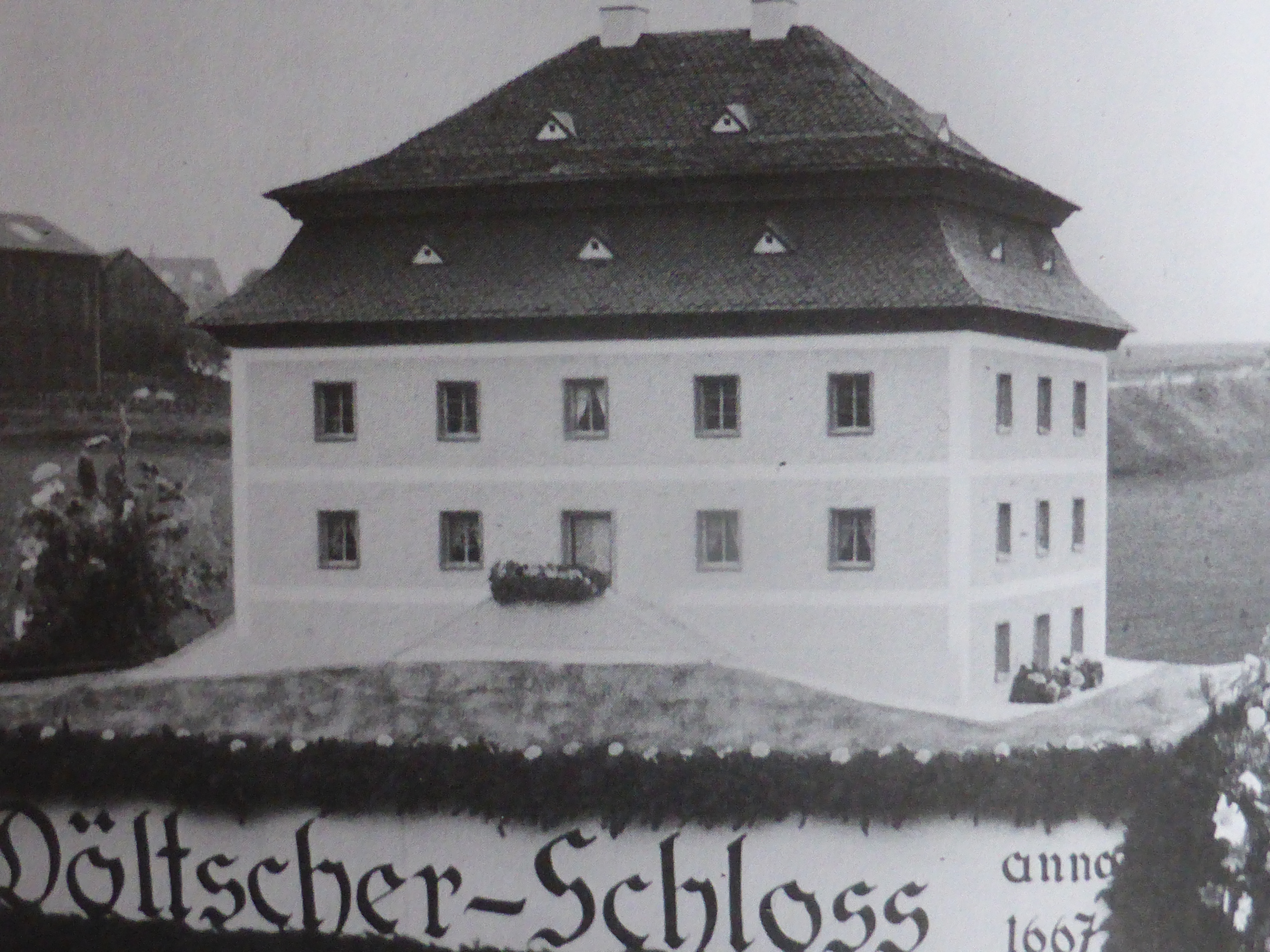
Schloss Döltsch in Kirchendemenreuth

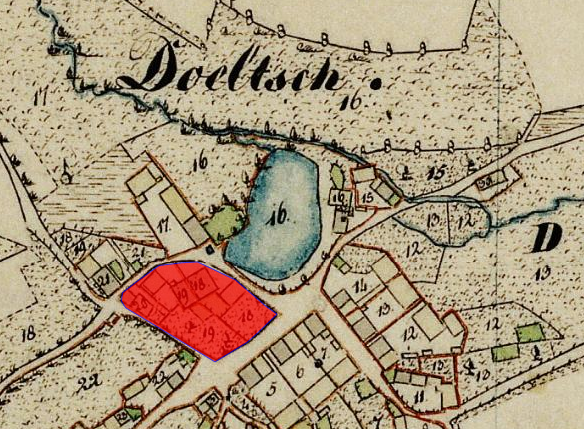
Lageplan von Schloss Döltsch auf dem Urkataster von Bayern

Das Schloss Döltsch ist ein ehemaliges Schloss in dem gleichnamigen Ortsteil der oberpfälzischen Gemeinde Kirchendemenreuth in Bayern. Die Anlage wird als Bodendenkmal unter der Aktennummer D-3-6238-0068 im Bayernatlas als „archäologische Befunde des Mittelalters und der Neuzeit im Bereich des ehem. Schlosses von Döltsch“ geführt. 

## Geschichte
Der Name Döltsch stammt aus dem Slawischen, wobei das slawische Wort Dolicie mit kleines enges Tal oder das im Tal Gelegene übersetzt wird. Döltsch wurde urkundlich erstmals 1270 als Telsch erwähnt, spätere Bezeichnungen waren Detsch (1450) und Dölsch (1642). 1270 erhielt der Burghüter von Burg Parkstein von zwei hiesigen Höfen jährlich ein halbes Pfund Pfennige, zudem waren die Höfeinhaber zu Naturalabgaben (Eier, Käste Fastnachtshuhn, ein Napf Mohn) an Parkstein verpflichtet. 1416 gehörte Telsch zum Dorfgericht von Kirchendemenreuth.
Die Hofmark ist mit der Familie der Gleißenthaler verbunden. Die ersten Besitzer waren Gottfried von Gleißenthal  (zugleich Burghüter von Parkstein), ihm standen nach dem niederbayerischen Herzogsurbar von 1301 der Garbenzehnt von Döltsch zu. Auch Berthold von Gleißenthal hat Anspruch auf ein „Geldreichnis“ von Döltsch. Im Laufe des 15. Jahrhunderts wird daraus ein eigenständiger Besitz der Gleißenthaler. 1429 wird Oswald von Gleißenthal als Mitglied im Löwlerbund genannt. 1521 sind Wilhelm Gleißentahler, 1525 Christoph, Wolf, Oswald, Jörg und Utz Gleichenthaler, die gebrüder zu Teltsch und als Landsassen der neu gegründeten Jungen Pfalz eingetragen. 1532 ist Christoph von Gleißenthal († 1535) Besitzer der Hofmark und zugleich Richter von Amberg. Von 1539 bis 1541 sind Wolf, Oswald als Christoffen seligen nachgelassenen söhne die Gleißenthaler hier eingetragen, dann Oswald Gleißenthaler und ab 1550 Christof Gleißenthalers Erben. 1588 wird Döltsch als Landsassengut bezeichnet und schied somit aus dem Dorfgericht von Kirchendemenreuth aus und es wird die niedere Gerichtsbarkeit hier ausgeübt. 1590 verkauft Philipp von Gleißenthal die Hofmark an Hans Hieronimus Mendel von Steinfels (1615–1625). Von ihm wurde das Landsassengut 1629 an Katharina von Sickenhausen, geborene Grembl, und ihren Eidam Hans Georg Leoprechting, Oberforstmeister zu Waldsassen, verkauft; in die Zeit der Leoprechtinger fiel auch der Dreißigjährige Krieg, während dem Döltsch mehrfach ausgeraubt wurde. Als Nächster übernahm dessen Sohn Hans Lorenz von Leopruchtung ab 1681 das Gut und nach ihm Bernhard von Leoprechting, der 1712 den Landsasseneid ablegte. Von ihm erwarb 1739 Christoph von Podewils das Schloss und den Gutsbesitz. Ab 1760 ist der bayerische Hauptmann Karl Heinrich von Wild Besitzer des Rittergutes. Auf ihn folgten der preußische Hofrat Johann Christian von Gutle, dann Johann von Schallern und danach 1799 sein Sohn, der bayreuthische Medizinalrat Gottlieb Adam Johann Reichseder zu Schallern. Dieser legte am 22. Februar 1800 den Eid zur Landsassenpflicht ab. Die Patrimonialgerichtsbarkeit war 1808 aufgehoben worden und dem Landgericht Parkstein unterstellt worden. Nach dem Tod des Hans Adam von Schallern, der seinem Vater nachgefolgt war, leistete die Schwiegertochter Helene Friedrike Beer im Namen ihrer minderjährigen Kinder den Verzicht auf alle gutsherrlichen Rechte.
Zu dem Gut gehörten die Döltscher Hausnummern 1, 2, 5, 6, 12 und 13, ebenso 17 (ab 1590 auch der Wohnsitz des Philipp von Gleißenthal), 18, 19, 20, 21, eine Mühle und eine Schmiede, dazu noch der große und der kleine Geißelhof. Da im Zuge der Bauernbefreiung keine billigen Arbeitskräfte mehr zur Verfügung standen, wurde ab 1812 die Ökonomie des Rittergutes verpachtet. 1831 wurde der Besitz „zertrümmert“ und an Döltscher (teilweise auch bereits früher) verkauft.
Nach den Kunstdenkmälern Bayerns ist das Schloss ein zweigeschossiger Bau mit einem doppelten Mansardendach aus der Zeit um 1700; erhalten ist ein Portal mit einem gebrochenen Giebel, in dem sich früher vermutlich ein Wappen befand.